# Steven Levitsky
Steven Levitsky (nascido em 17 de Janeiro de 1968) é um cientista político americano e professor de governo na Universidade de Harvard. Um cientista político comparativo, seus interesses de pesquisa se concentram na América Latina e incluem partidos políticos e sistemas partidários, autoritarismo e democratização, e instituições fracas e informais. É conhecido por seus trabalhos sobre regimes autoritários competitivos e instituições políticas informais.
Levitsky identifica líderes autoritários tanto à esquerda quanto à direita, incluindo Adolf Hitler, Benito Mussolini, Juan Domingo Perón, Alberto Fujimori, Slobodan Milošević, Vladimir Putin, Hugo Chávez, Rafael Correa, Evo Morales, Daniel Ortega, Rodrigo Duterte, Recep Erdogan, Viktor Orbán, Donald Trump e Jair Bolsonaro.
Em Harvard, Levitsky também atua nos Comitês Executivos do Centro Weatherhead para Assuntos Internacionais e do Centro David Rockefeller para Estudos Latino-Americanos. Ele ensinou na Pontifícia Universidade Católica do Peru.

## Educação
Levitsky é bacharel em Ciências Políticas pela Universidade de Stanford em 1990 e Ph.D, também em Ciências Políticas, pela Universidade da Califórnia, em Berkeley, em 1999.

## Mundo Acadêmico

### Carreira
Depois de obter seu Ph.D. em 1999, Levitsky foi um Visiting Fellow no Instituto Kellogg de Estudos Internacionais da Universidade de Notre Dame.
Ele ingressou na Universidade de Harvard como Professor Assistente de Governo em 2000. Lá, ele passou a servir como Professor Associado de Ciências Sociais (2004-2008) antes de receber o cargo de Professor de Governo em 2008. Em Harvard, Levitsky também participa dos Comitês Executivos do Centro Weatherhead para Assuntos Internacionais e do Centro David Rockefeller para Estudos Latino-Americanos.
Levitsky é assessor de várias organizações estudantis, incluindo a Associação Harvard Cultivando a Democracia Interamericana (HACIA Democracy) e a Associação Civil POLITAI na Pontifícia Universidade Católica do Peru.

### Trabalho
Levitsky é conhecido por seus trabalhos com Lucan Way sobre regimes "autoritários competitivos", isto é, tipos híbridos de governo nos quais, por um lado, as instituições democráticas são geralmente aceitas como meios para se obter e exercer o poder político, mas, por outro lado, os titulares violam as normas dessas instituições tão rotineiramente, e de tal forma, que o regime não cumpre os padrões básicos para a democracia; Sob esse sistema, os titulares quase sempre mantêm o poder, porque controlam e tendem a usar o Estado para reprimir a oposição, prender ou intimidar os oponentes, controlar a cobertura da mídia ou fraudar as eleições. Escrevendo sobre o fenômeno em 2002, Levitsky e Way nomearam a Sérvia sob Slobodan Milošević e a Rússia sob Vladimir Putin como exemplos de tais regimes.
Levitsky também é especialista na revolução nicaraguense.

#### Brasil
Levitsky identificou a eleição de Jair Bolsonaro pra presidente em 2018 como um risco à democracia do Brasil. Ele classifica Bolsonaro como autoritário, mas refuta sua imagem de "fascista". Ele diz que, entre os candidatos que disputaram o Segundo Turno, Jair Bolsonaro e Fernando Haddad, quem mais se assemelha a Hugo Chávez é Bolsonaro: "Ele não vai implementar a mesma política econômica [de Chávez], mas é uma ameaça populista para a democracia. Muito frequentemente, quando um populista chega ao poder, você vê rapidamente uma crise institucional entre um presidente e o Congresso, o Judiciário, a imprensa. E isso leva ao colapso da democracia. (...) Haddad está longe do populismo. Você pode discordar das suas políticas econômicas, mas ele não representa um projeto populista".
Levitsky, no entanto, não enxerga autoritarismo no Partido dos Trabalhadores, : "Mas o PT é um partido institucionalizado, estabelecido e democrático. Nasceu em 1979 (sic) e, por quase 40 anos, jogou dentro das regras democráticas. O PT governou o Brasil por 14 anos (sic) e, se você olhar para qualquer medida de democracia, o Brasil se mantém igualmente democrático, se não mais democrático do que antes. O PT respeita a independência da Justiça e da imprensa. As eleições sempre foram livres. Se você olhar para o registro do PT no poder, verá que há muito erros, como a política fiscal e os casos de corrupção. Mas [daí a] chamar o PT de chavista, ou de autoritário... ". 
Por outro lado, Levitsky afirma que o Impeachment de Dilma Rousseff não pode ser chamado de golpe, e que o Congresso Nacional agiu legalmente durante o processo.

## Vida Pessoal
Levitsky vive com sua esposa e sua filha em Brookline, Massachusetts.